# Алиседа, Игнасио
Игнасио Сантьяго Алиседа (исп. Ignacio Santiago Aliseda; род. 14 марта 2000, Буэнос-Айрес, Аргентина) — аргентинский футболист, полузащитник клуба «Лугано».

## Клубная карьера
Алиседа — воспитанник клуба «Дефенса и Хустисия». 28 сентября 2018 года в поединке Южноамериканского кубка против «Банфилда» он дебютировал за основной состав. В этом же поединке Игнасио забил свой первый гол за «Дефенса и Хустисия». 20 октября 2018 года в матче против «Тальерес» он дебютировал в аргентинской Примере.
19 февраля 2020 года Алиседа перешёл в клуб MLS «Чикаго Файр», подписав четырёхлетний контракт в качестве молодого назначенного игрока. В главной лиге США он дебютировал 19 июля в матче Турнира MLS is Back против «Сан-Хосе Эртквейкс», заменив на 90-й минуте Бориса Секулича. 25 августа в матче против «Цинциннати» он забил свой первый гол в MLS, а также отдал голевую передачу. 3 июля 2021 года в матче против «Атланты Юнайтед» Алиседа забил два гола и отдал одну голевую передачу, за что был назван игроком недели в MLS.
13 декабря 2021 года было объявлено, что в январе 2022 года Алиседа перейдёт в швейцарский «Лугано», подписав с клубом контракт до лета 2025 года.

## Международная карьера
В 2019 году Алисенда в составе олимпийской сборной Аргентины стал победителем Панамериканских игр в Перу. На турнире он сыграл в матчах против команд Мексики и Панамы.

## Достижения
«Лугано»
- Обладатель Кубка Швейцарии: 2021/22

Международные
Аргентина (до 23)
- Победитель Панамериканских игр — 2019